# Bromelia braunii
Bromelia braunii är en gräsväxtart som beskrevs av Elton Martinez Carvalho Leme och Esteves. Bromelia braunii ingår i släktet Bromelia och familjen Bromeliaceae. Inga underarter finns listade i Catalogue of Life.